# Ardisia bamendae
Espèce
Ardisia bamendae Cheek est une espèce de plantes à fleurs de la famille des Primulaceae et du genre Ardisia, présente en Afrique tropicale.

## Étymologie
Son épithète spécifique bamendae fait référence aux Bamenda Highlands (en), les hauts-plateaux qui constituent le principal habitat de cette espèce.

## Description
C'est un arbrisseau pouvant atteindre 2 m de hauteur.

## Distribution
Subendémique, l'espèce est présente principalement au nord-ouest du Cameroun, notamment au mont Oku, mais également au nord-est du Nigeria (Chappal Waddi).
Comme la plus grande partie des forêts d'origine a disparu et que la perte de l'habitat se poursuit, A. bamendae est considérée comme une « espèce en danger ».